# Mireia Lalaguna
Mireia Lalaguna Royo (28 de novembro de 1992, Barcelona, Espanha) é uma modelo espanhola que venceu o Miss Mundo 2015. Ela foi a primeira de seu país a vencer o concurso. 
Mireia foi coroada no dia 19 de dezembro de 2015 na China e venceu outras 113 candidatas.

## Biografia

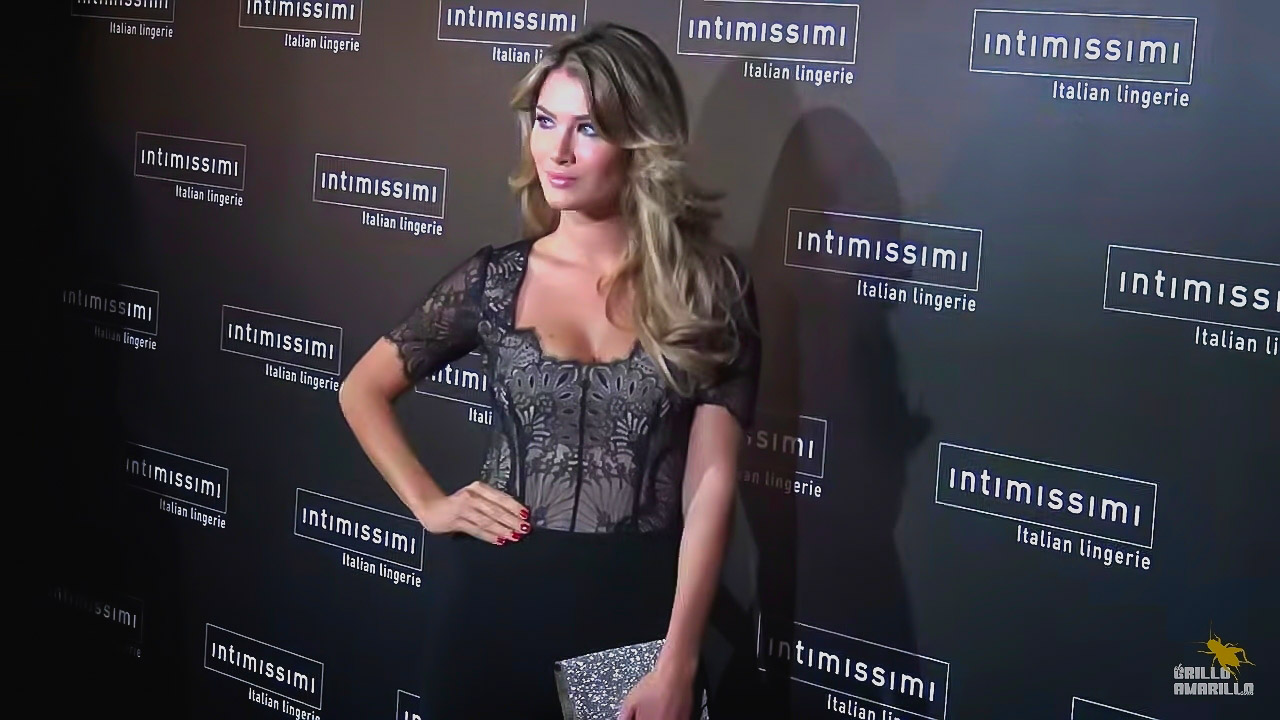
Mireia em novembro de 2016

Mireia nasceu em Barcelona e é filha de pais bancários (a mãe se chama Encarna Royo) e tem um irmão mais novo. É modelo desde os 14 anos  e estudante de Farmácia na Universidad de Barcelona, estudos que pretende retomar depois de coroar sua sucessora. Fala, além do espanhol, inglês, francês, catalão e castelhano.
Entre suas atividades habituais estão a prática de esportes, principalmente o tênis e o padel. Mireia também toca piano e estudou no Conservatorio del Liceo de Barcelona.
Em meados de janeiro de 2016 seu nome começou a ser ligado ao de Neymar e a imprensa chegou a falar de um possível namoro, algo que ela negou. No entanto, dias depois Mireia chegou a postar uma foto dos dois juntos em sua conta no Instagram., tendo o fato repercutido também na imprensa brasileira que enfocou o fato do jogador ter deixado de vir ao Carnaval carioca.   

## Participação em concursos de beleza

### Primeiros concursos.
Mireia começou participando de concursos locais e venceu o Dama de Tarragona.
Em fevereiro de 2014, foi coroada Miss Atlântico Internacional 2014 no Uruguai, tendo vencido outras 13 concorrentes.

### Miss Espanha
Representando Barcelona, ela venceu o Miss Espanha versão Miss Mundo no final de outubro de 2015, desbancando outras 24 concorrentes. 

### Miss Mundo 2015
Eleita Miss Espanha Mundo, Mireia teve, como preparação, aulas de oratória, maquiagem e passarela, além de cuidados com a dieta e a prática de exercícios físicos.
Meses depois, em dezembro, aos 25 anos, foi coroada Miss Mundo 2015. Sobre sua vitória ela disse: "Quando disseram meu nome, eu não o esperava. Acho que os jurados conseguiram ver quem eu realmente era, porque buscavam uma beleza interior e não só exterior." 
Durante seu reinado, inicialmente, ela viajou aos EUA, Espanha, Filipinas, Índia, Indonésia, Irlanda do Norte, Porto Rico, Quênia e Rússia.
Ela também foi assunto de reportagens no mundo todo, inclusive dos principais jornais e revistas espanholas, como o El País, ABC, El Mundo, Hola e Vanitatis.

### Controvérsias
Semanas após ser coroada, Mireia revelou durante o programa El Hormiguero que fez uma pequena "tramóia" durante a Prova de Talento. Ela contou que o vídeo que enviou ao concurso, onde tocava piano, era uma montagem. Devido à repercussão da entrevista, a organização do Miss Mundo foi obrigada a divulgar uma nota oficial, onde explicou que Mireia não se classificou para a Prova de Talento e que, portanto, não havia ganhado pontos nessa competição.

## Vida após os concursos de beleza
Meses depois de coroar sua sucessora, Mireia se mudou para o México, onde atuou como modelo e atriz e onde, por algum tempo, namorou um ator dominicano, chamado Carlos de la Mota. Ainda morando no México, em 2020, ela revelou que gostaria de ser atriz nos Estados Unidos. "Sua vida transcorre entre a Espanha e o México, onde tem mais oportunidades de triunfar em Hollywood", escreveu a revista Diez Minutos em junho de 2020. 

Depois de terminaro namoro com la Mota, ela teve um relacionamento com Alejandro Marin, mas atualmente (abril de 2024) está solteira e é empresária. Ela tambéu voltou a morar na Espanha após não ter sucesso na carreira de atriz no México.  